# Cinclode à ventre sombre
Espèce
Synonymes
- Motacilla patagonica Gmelin, 1789
(protonyme)

Statut de conservation UICN

 LC  : Préoccupation mineure
Le Cinclode à ventre sombre (Cinclodes patagonicus), aussi appelé Cinclode de Lesson ou Cinclode de Patagonie, est une espèce de passereaux de la famille des Furnariidae. Il a été décrit par Gmelin en 1789.

## Description
Le Cinclode à ventre sombre mesure entre 20 et 22 cm.

## Répartition
Le Cinclode à ventre sombre vit jusqu'à 3 400 mètres d'altitude au Chili central et au centre ouest de l'Argentine, en Terre de Feu, et sur l'île Mocha.

## Étymologie
Son nom vient du grec kinklos = sorte d'oiseau et du suffixe -odes = excès et ressemblance proche. Il vient du latin moderne patagonicus = de Patagonie.